# Visoko (Horvátország)
Visoko falu és község Horvátországban Varasd megyében. Közigazgatásilag Čanjevo, Đurinovec, Kračevec, Presečno Visočko, Vinično és Vrh Visočki települések tartoznak hozzá.

## Fekvése
Varasdtól 25 km-re délre, a Kemléki-hegység nyugati lejtőin fekszik. 

## Története
Visoko első írásos említése 1334. március 11-én a zágrábi püspökség feljegyzésében történt. Plébániatemploma amely akkor a kalniki főesperességhez tartozott azonban ennél sokkal régebbi lehet. A templom építésének dátumáról nincs pontos adatunk. Tornyának kőkeresztjén a latin olvasat szerint az 1111-es évszám, a római számos olvasat szerint az 1003-as évszám látható. Ennek a feliratnak a hitelessége azonban meglehetősen kétséges, mivel a templomot köztudottan az évszázadok folyamán többször is átépítették. 
A falu egyik nevezetessége a Béla-hárs, melyhez az a legenda fűződik, hogy IV. Béla király a tatárok elől a Kemléki-hegységbe menekülve alatta pihent meg. Mára elpusztult. Az egyházi vizitáció szerint a településen már 1669-ben működött iskola. Az első állandó iskolaépület 1859-ben épült, az iskola mai épülete pedig 1973-ban. A plébánia épületét 1704-ben említik először.
1857-ben 484, 1910-ben 756 lakosa volt. 1920-ig Varasd vármegye Novi Marofi járásához tartozott. 2001-ben a falunak 526, a községnek 1641 lakosa volt. Visoko a megye egyik legkisebb és legszegényebb községe, ahol soha nem volt ipar és a mezőgazdaság sem volt jelentős. Bár az emberek többsége a mezőgazdaságból próbált megélni, a föld minősége nem tette lehetővé a bőséges termést. Az itteni emberek mély vallásosságát bizonyítja a község területén található számos kápolna.

## Nevezetességei
- A Szentháromság tiszteletére szentelt plébániatemplom[2] középkori eredetű, 1334-ben már biztosan állt. A tornyán levő évszám szerint 1111-ben építették volna, ez azonban kétséges. Egyhajós épület sokszög záródású szentéllyel. A gótikus templomot 1704-ben barokk stílusban építették át. Ekkor kapta a barokk boltozatot és gipszstukkóit, gótikus ablakait pedig elfalazták, helyettük új ablakokat nyitottak. Legeredetibb része a három emelet magas erődszerű gótikus harangtorony, tetején a nyolcszögletű kősisakkal, mely ezen a vidéken ritka építészeti megoldás. A tornyon több lőrésszerű ablak is látható.
- A plébánia épülete 1885-86-ban épült a korábbi 1754-ben épített kétszintes plébánia helyén.
- A falu másik nevezetessége a Béla-hárs, melyet 1966-ban nyilvánítottak védetté. Ekkor 20 méter magas volt, kerülete pedig elérte a 8,90 métert. A hársfa sajnos mára elszáradt, már csak törzsének csonkja maradt meg belőle, melyet alacsony kőkerítés övez.
- Keresztelő Szent János szobra.
- "Frateršćina" régészeti lelőhely, egykori kolostor helye.

## Külső hivatkozások
- Visoko község hivatalos oldala
- Az alapiskola honlapja
- Varasd megye kulturális emlékei[halott link]